# Elseya dentata
Espèce
Synonymes
- Chelymys dentata Gray, 1863
- Elseya intermedia Gray, 1872

Elseya dentata est une espèce de tortue de la famille des Chelidae.

## Répartition
Cette espèce est endémique d'Australie. Elle se rencontre dans le nord de l'Australie-Occidentale, au Territoire du Nord et au Queensland.

## Publication originale
- Gray, 1863 : On the species of Chelymys from Australia, with the description of a new species. Annals and Magazine of Natural History, ser. 3, vol. 12, p. 98-99 (texte intégral).